# Trooper Da Don
Trooper Da Don (bürgerlich Toyin Taylor; * 25. Juli 1973 in Lüneburg) ist ein deutscher Rapper, Schauspieler und Radiomoderator.

## Leben
Mitte der 1980er Jahre war er Mitbegründer der ersten Karlsruher Hip-Hop-Crew namens Metropole Art Designz.
Ende der 1990er Jahre war er Mitglied von Rappers Against Racism. Zusammen mit DJ Tomekk und Lil’ Kim erreichte er als Gastrapper auf dessen Single Kimnotyze Platz 6 der deutschen Charts. Seine eigene Single Ride Or Die (I Need You) mit der DSDS-Finalistin Vanessa Struhler konnte sich noch zwei Plätze besser platzieren. Einen weiteren Erfolg konnte er als Gastrapper auf dem Titelsong des Erkan-und-Stefan-Films Der Tod kommt krass verbuchen.
2004 moderierte er den R&B Club auf dem Fernsehsender Onyx.tv.
Als Schauspieler arbeitet Trooper Da Don unter seinem bürgerlichen Namen Toyin Taylor. Er hat zuletzt in Die schwarze Kolonne, an der Seite von Tim Sander und in dem Kinofilm Evet, ich will! (u. a. mit Oliver Korittke) mitgespielt. Außerdem ist er in der Fernsehkomödie Das total verrückte Wunderauto zu sehen.
Zwischen 2009 und März 2017 moderierte er die „Trooper Show“ von Montag bis Freitag auf dem Radiosender bigFM.
In den Jahren 2012 und 2013 wurde die bigFM-TrooperShow in den Kategorien „Beste Radioshow“ und „Beliebtester Radiomoderator“ mit dem EMMAward ausgezeichnet.

## Diskografie

### Singles

#### Solo
- 2003: Ride Or Die (I Need You) (feat. Vanessa S.)
- 2003: Rockin Dis (feat. Miss T)
- 2003: Troop... (Da Don)! (feat. Afrika Islam aka Mr. X)
- 2014: Anything

#### Featurings
- 1997: Nostradame (Nostradame feat. Trooper)
- 1998: Game Of Life (Dressman feat. Trooper)
- 1998: Rockin’ This (Toyya feat. Trooper Da Don)
- 1998: Mami Blue (N. Y. City Beats feat. Trooper)
- 1998: Only You (Rappers Against Racism feat. Trooper)
- 1999: Sorry (Rappers Against Racism feat. J. Supreme, La Mazz & Trooper)
- 1999: Slave 2 Love (Seven feat. Trooper)
- 2000: Tief in meiner Seele (Denise feat. Trooper Da Don)
- 2002: Kimnotyze (DJ Tomekk feat. Lil’ Kim und Trooper Da Don)
- 2003: Knowledge (Paul van Dyk feat.  Atomek Dogg und Trooper Da Don)
- 2005: Wot (I Say Captain) (Erkan & Stefan feat. Captain Sensible und Trooper Da Don)
- 2007: Heiss (Ayman feat. Trooper Da Don)
- 2008: Love happens (Shahrokh Sound of K. feat. Toyin Taylor)
- 2008: Big boys (Shahrokh Sound of K. feat. Toyin Taylor)

### Sonstiges
- 2006: Black Cologne Is Down With Me (mit Tim Sander – Titelsong zur Comicverfilmung Die Schwarze Kolonne)